# Cristoforo Zavattari
Cristoforo Zavattari, fu Francesco (Milano, ... – Milano, ante 1414), è stato un pittore italiano.
Cristoforo (di Francesco) Zavattari fu attivo a Milano dal 1404 al 1409 e morì a Milano prima del 24 gennaio 1414 . Egli è stato il primo membro di una famiglia di artisti italiani, i pittori lombardi del gotico internazionale attivi dal XV fino all'inizio del XVI secolo . 
Dal 1404 al 1409 fu impiegato presso la veneranda Fabbrica del Duomo di Milano per esaminare e valutare il valore delle vetrate realizzate da Niccolò da Venezia (legge 1391-1415). 